# Neonoemacheilus peguensis
Neonoemacheilus peguensis és una espècie de peix de la família dels balitòrids i de l'ordre dels cipriniformes.

## Morfologia
- Els mascles poden assolir 4,9 cm de longitud total.
- 13 radis tous i 9 1/2 radis ramificats a l'aleta dorsal.[7][8]

## Hàbitat
És un peix d'aigua dolça, demersal i de clima tropical.

## Distribució geogràfica
Es troba a Àsia: l'Índia (Manipur) i Myanmar.

## Amenaces
La seua principal amenaça és la destrucció del seu hàbitat a causa de la desforestació i la sedimentació.